# Batalha de Kambula
A Batalha de Kambula ocorreu em 29 de março de 1879, durante a Guerra Anglo-Zulu, quando uma força militar zulu atacou o acampamento britânico em Kambula, após derrotar o elemento montado da força britânica na Batalha de Hlobane no dia anterior. A batalha resultou em uma derrota decisiva para os zulus, que perderam a confiança na vitória. A guerra terminou após a derrota zulu na Batalha de Ulundi em 4 de julho de 1879.

## Prelúdio
Após o desastre na Batalha de Hlobane em 28 de março de 1879, as forças do Coronel Evelyn Wood prepararam-se para receber um ataque de todo o impi zulu, do qual haviam encontrado apenas as seções avançadas. Logo após o amanhecer de 29 de março, os Transvaal Rangers partiram para localizar o impi, o gado foi colocado para pastar e, após alguma deliberação, duas companhias foram enviadas para coletar lenha. Por volta das 11h00, os Rangers retornaram com a notícia de que o impi estava em movimento e atacaria Kambula ao meio-dia.
Wood também recebeu informações de que o impi tinha cerca de 21 000 homens, consistindo de regimentos que já haviam derrotado os britânicos na Batalha de Isandlwana e outras batalhas. Muitos dos zulus estavam armados com rifles retirados dos britânicos mortos nessas batalhas. Pouco depois disso, o impi zulu foi avistado a cerca de 8 km de distância através da planície, avançando para oeste em cinco colunas. Os guerreiros do impi não comiam há três dias. Os lenhadores e o gado foram trazidos de volta. Confiando que as defesas poderiam ser guarnecidas dentro de um minuto e meio após o alarme ser soado, Wood ordenou que os homens almoçassem.
Cetshwayo respondeu aos apelos dos abaQulusi por ajuda contra as incursões das tropas de Wood, ordenando que o principal exército zulu os ajudasse. Ele ordenou que não atacassem posições fortificadas, mas que atraíssem as tropas britânicas para campo aberto, mesmo que tivessem que marchar sobre o Transvaal para conseguir isso; porém, suas ordens foram ignoradas. O impi se moveu e Wood inicialmente pensou que estava avançando sobre o Transvaal, mas parou a alguns quilômetros ao sul de Kambula e formou-se para um ataque.

## Acampamento de Kambula
As defesas em Kambula consistiam em um laager hexagonal formado por vagões firmemente conectados e um kraal separado para o gado, construído na borda da face sul da colina. Trincheiras e parapeitos de terra cercavam ambas as seções, e um reduto de pedra havia sido construído em uma elevação ao norte do kraal. Uma paliçada bloqueava os 90 metros entre o kraal e o reduto, enquanto quatro canhões de 7 libras estavam posicionados entre o reduto e o laager para cobrir as aproximações do norte. Dois outros canhões no reduto cobriam o nordeste. Duas companhias foram colocadas no reduto; outra companhia ocupou o kraal de gado e a infantaria restante guarneceu o laager. Os artilheiros foram instruídos que, se os zulus se aproximassem, deveriam abandonar seus canhões e dirigir-se ao laager. A força de Wood totalizava 121 homens da Artilharia Real e Engenheiros Reais, 1.238 de infantaria e 638 homens montados. Com o pessoal do quartel-general, totalizavam 2 000 homens, dos quais 88 estavam doentes no hospital.

## Batalha

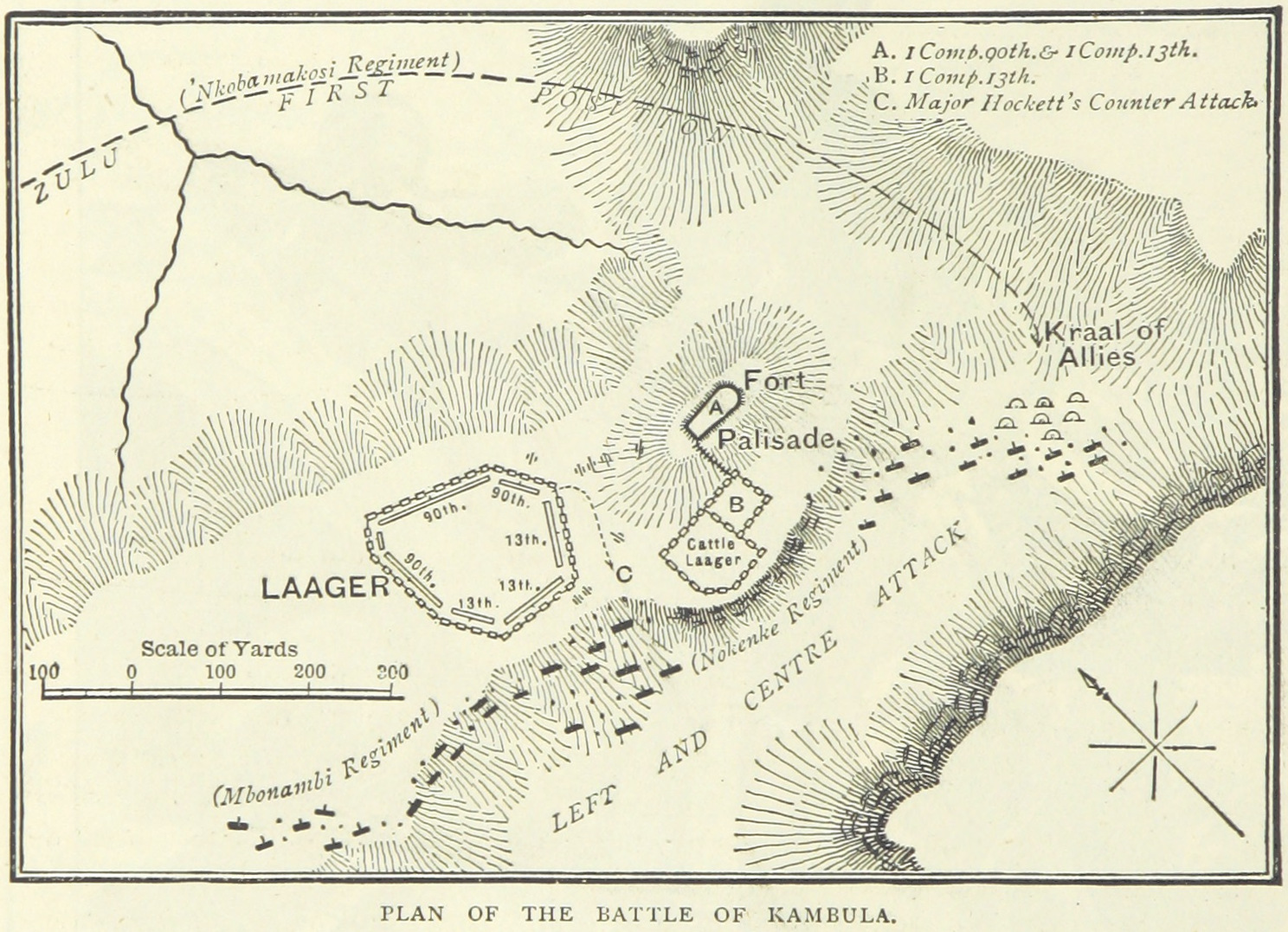
Um mapa britânico da batalha

Às 13h30, o tenente-coronel Redvers Henry Buller recebeu ordens para provocar o corno direito com um ataque prematuro usando suas tropas montadas. Os homens cavalgaram até o alcance dos zulus agrupados, dispararam uma salva e voltaram rapidamente, sendo perseguidos por 11 000 guerreiros zulus gritando: "Não fuja, Johnnie! Queremos falar com você". Assim que os cavaleiros alcançaram Kambula e liberaram o campo de fogo, a infantaria britânica abriu fogo com apoio dos quatro canhões de 7 libras, disparando granadas inicialmente acima dos cavaleiros e depois, com os zulus mais próximos, usando munição tipo metralha. Um pequeno número de zulus conseguiu penetrar no laager, mas foi repelido com baionetas. Às 14h15, o corno direito zulu recuou para o nordeste.
O corno esquerdo e o centro avançaram por uma ravina abaixo do reduto e atacaram às 15h00. Os guerreiros da frente caíram diante do fogo do 13º Regimento de Infantaria Leve e dos disparos dos canhões britânicos. Cerca de quarenta atiradores zulus ocuparam posições estratégicas, forçando a infantaria britânica a recuar momentaneamente para o reduto. Isso permitiu aos zulus entrarem no kraal do gado, causando luta corpo a corpo. Após violenta resistência, as tropas britânicas conseguiram recuar ordenadamente ao reduto, embora com perdas.
Ao mesmo tempo, o corno direito atacou novamente pelo nordeste. Wood ordenou que duas companhias do 90º Regimento de Infantaria Leve recuperassem o kraal do gado com uma carga de baionetas liderada pelo major Hackett, expulsando os zulus até a ravina. O contra-ataque foi eficaz, embora as tropas britânicas tenham sofrido baixas consideráveis devido ao fogo dos atiradores zulus posicionados nas proximidades.
Repetidos ataques zulus continuaram até aproximadamente às 17h30, quando começaram a recuar diante da superioridade bélica britânica.

## Perseguição
Quando os zulus começaram a recuar, Wood ordenou que Buller perseguisse com 600 cavaleiros, resultando em uma perseguição impiedosa até Zunguin Nek. Muitos zulus foram mortos durante essa retirada.

## Consequências

### Análise
Kambula foi a batalha decisiva da guerra, demonstrando a superioridade das armas britânicas. Os zulus nunca mais atacariam com a mesma ferocidade contra posições fortificadas. A derrota teve forte impacto psicológico nas forças zulus.
Citação: Eles sucumbiram às armas superiores e ao fogo mortal dos grandes canhões, mas morreram como bravos homens e bons soldados na defesa de seu chefe e país; enterramos os mortos zulus com todas as honras militares. escreveu: «Lock, 1995, p. 200»
Poucos dias depois, 11 000 zulus foram derrotados na Batalha de Gingindlovu, e o cerco de Eshowe terminou. Na Batalha de Ulundi, os zulus foram novamente derrotados decisivamente.

## Baixas
Foram contabilizados 785 mortos zulus próximos ao acampamento, mas o total pode ter chegado a 2.000 mortos, incluindo os abatidos na perseguição. Os britânicos tiveram 29 mortos e 54 feridos.